# فرودگاه موسورو
فرودگاه موسورو (به انگلیسی: Moussoro Airport) یک فرودگاه همگانی است . این فرودگاه در کشور چاد قرار دارد .